# Сепаратизм в Египте
Сепаратизм в Египте — явление, вызванное стремлением ряда этнических групп, компактно проживающих на территории Египта и её заморских территорий, к образованию независимых национальных государств. Наиболее известны и активны сепаратистские движения Коптия и Северная Нубия.

## Египетская (Северная)Нубия
На юге Египта (исторической Северной Нубии) нубийцы имеют сепаратистско-ирредентистские настроения как и в Судане.